# Leila A. Sharaf
Leila A. Sharaf, född 1940, var en jordansk politiker.
Hon blev 1989 den första kvinnan i sitt lands parlament. Hon var kulturminister 1984.